# Shalom E. Holtz
Shalom Eliezer Holtz (geb. um 1977) ist ein US-amerikanischer Altorientalist.

## Leben
Bis 1999 studierte er Altorientalistik an der Harvard University, wo er seinen Bachelor-Grad mit summa-cum-laude abschloss. 2006 wurde er an der University of Pennsylvania promoviert, bevor er  eine Stelle als Assistant Professor of Bible an der Yeshiva University in New York antrat. Sein Forschungsschwerpunkt liegt auf Mesopotamischem Recht und Literatur und ihrer Beziehung zum biblischen und nach-biblischen Israel.